# Sergio Berlato
Sergio Berlato, född 27 juli 1959 i Vicenza, är en italiensk politiker. Han har varit ledamot av Europaparlamentet 1999–2014 och på nytt sedan 2020. Han hörde åren 1999–2009 till Gruppen Unionen för nationernas Europa (UEN) och hans italienska parti på den tiden var Nationella alliansen. Gruppen upplöstes 2009 och Berlato var sedan med i Europeiska folkpartiets grupp i och med att hans italienska parti gick med i Frihetens folk. Det sista året av den tredje mandatperioden 2013–2014 var hans italienska parti Forza Italia och han var fortfarande med i Europeiska folkpartiets grupp. År 2020 anslöt han sig till Gruppen Europeiska konservativa och reformister och hans italienska parti är Italiens bröder.
Berlato var en av de 27 nya ledamöterna, vilka tillträdde i och med Storbritanniens utträde ur EU år 2020. Berlato är numera ledamot i utskottet för miljö, folkhälsa och livsmedelssäkerhet, delegationen för förbindelserna med Mashriqländerna, delegationen för förbindelserna med Arabiska halvön samt delegationen till den parlamentariska församlingen för unionen för Medelhavsområdet. Han är dessutom suppleant i utskottet för internationell handel och delegationen för förbindelserna med Maghrebländerna och Arabiska Maghrebunionen, inklusive de gemensamma parlamentarikerkommittéerna EU–Marocko, EU–Tunisien och EU–Algeriet.